# Reklamní pohádka
Reklamní pohádka je druh tiskoviny obsahující zároveň pohádku a reklamu. V dobách mezi světovými válkami je obchodníci přidávali k nákupu. Zpravidla se jednalo o přeložený lístek či malý sešitek s barevným obrázkem na titulní straně, pohádkou uvnitř a reklamou na zadní straně.

## Autoři
Kromě pohádek vycházely i pověsti nebo krátké dobrodružné povídky.
Některé pohádky neměly uvedeného autora či byly zvoleny pohádky např. Boženy Němcové. Přímo pro sešitky psali pohádky například
- Ludmila Grossmannová Brodská
- Marta Voleská
- Gustav Roger Opočenský
- Anna Ziegloserová

Ilustrace pak kromě nepodepsaných autorů vytvářeli například Artuš Scheiner či Marie Fischerová-Kvěchová.

## Reklamy
Mezi českými reklamními pohádkami lze vyčlenit velkou skupinu Pilnáčkovy pohádky, které vydávala královéhradecká továrna Josefa Pilnáčka. Tyto pohádky byly číslovány a vyšlo jich pravděpodobně několik stovek.
Mezi další inzerenty patří např. Ottova továrna na mýdlo, Kosmos Čáslav, různé cikorky, drogistické zboží a jiné. Existují dokonce pohádky s prázdnou zadní stranou, kde si mohl nechat vytisknout reklamu kdokoliv.